# Le Lac des larmes
Pour plus de détails, voir Fiche technique et Distribution.
Le Lac des larmes (湖の琴, Umi no koto) est un film japonais réalisé par Tomotaka Tasaka et sorti en 1966. 

## Synopsis
Saku, une jeune fille qui fabrique des cordes de shamisen, instrument de musique japonais, est amoureuse d'un de ses collègues. Mais lorsqu'elle se rend au lac Yogo dans la préfecture de Shiga pour devenir l'élève d'un célèbre professeur de musique, ce dernier l'oblige à se donner à lui.

## Fiche technique
- Titre : Le Lac des larmes[1]
- Titre original : 湖の琴 (Umi no koto?)
- Réalisation : Tomotaka Tasaka
- Scénario : Naoyuki Suzuki d'après une œuvre de Tsutomu Minakami
- Photographie : Masahiko Iimura
- Montage : Shintarō Miyamoto
- Musique : Masaru Satō
- Direction artistique : Takatoshi Suzuki
- Producteurs : Keizō Mimura, Mikio Ogawa, Hiroshi Ōkawa et Shigeru Okada
- Sociétés de production : Tōei
- Pays de production :  Japon
- Langue originale : japonais
- Format : couleurs — 2,35:1 — son mono
- Genre : drame
- Durée : 130 minutes (métrage : onze bobines - 3 562 m[2])
- Date de sortie :
  - Japon : 13 novembre 1966[2]

## Distribution
- Yoshiko Sakuma : Saku
- Katsuo Nakamura : Ukichi Matsumiya
- Ganjirō Nakamura : Samezaemon
- Hisano Yamaoka : Matsue Torii
- Minoru Chiaki : Kidayu Momose
- Michiyo Kogure : Suzuko
- Kirin Kiki : Kayo Sugumo
- Kunie Tanaka : Kenkichi Ohara
- Chiyo Okada : Masuko
- Junko Miyazono : Teruko
- Akiko Kazami : Tatsu

## Autour du film
Le Lac des larmes fut proposé à la 39ème cérémonie des Oscars pour l'Oscar du meilleur film en langue étrangère, mais il ne fut pas nommé.

## Récompenses
- 1966 : Prix du meilleur acteur dans un second rôle à l'Asia-Pacific Film Festival pour Katsuo Nakamura
- 1967 : Prix Blue Ribbon du meilleur acteur dans un second rôle pour Katsuo Nakamura
- 1967 : Prix du film Mainichi de la meilleure photographie pour Masahiko Iimura